# ナシアヤム
ナシアヤム（Nasi Ayam）はマレーシアで親しまれている鶏肉を使用した米飯料理。
華僑が海南島文昌の名物となっている「文昌鶏」（ウェンチャンジー）をシンガポールに広めて、海南鶏飯となり、それがマレーシアに伝わって改修された料理である。
海南鶏飯とは、ゆでた鶏肉と鶏肉のゆで汁でご飯を炊くという点では同じであるが、ナシアヤムはゆでた鶏肉を焼いてから提供するのが最大の特徴である。